# Juarrillos
Juarrillos es un despoblado y un desarrollo urbanístico proyectado español situado en el término municipal de Segovia, en la provincia homónima, comunidad autónoma de Castilla y León.

## Toponimia
Su nombre podría derivar de zuhar, término de origen vasco traducible como olmo, en referencia a ese género de plantas.

## Geografía

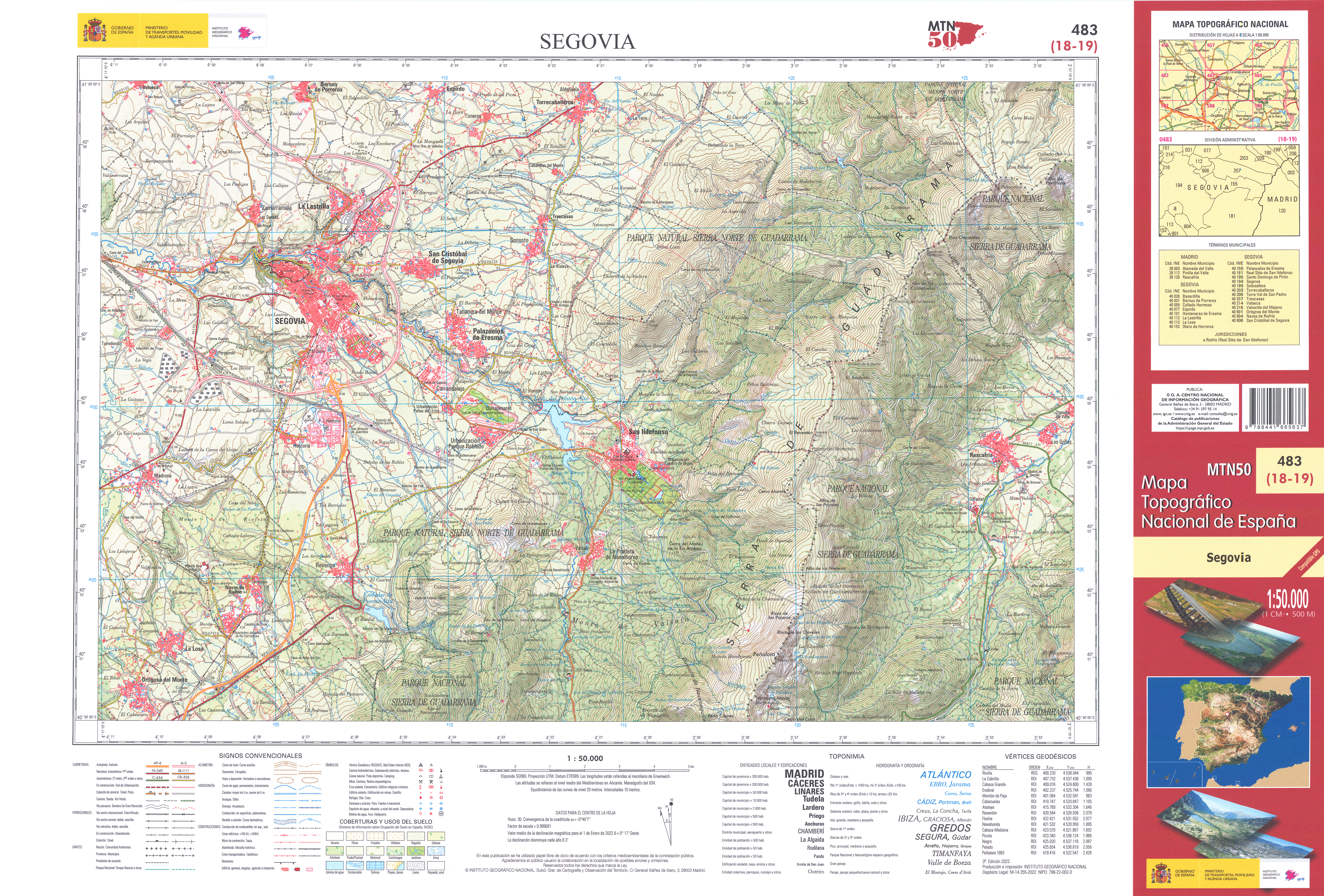
Fragmento 0483 de la hoja 483 del Mapa Topográfico Nacional de España (2022), se representa la zona donde se ubicó Juarrilos

Se sitúa 1400 m al este del núcleo de Hontoria pero a tan solo 200 m de su polígono industrial, enclavado en una zona de reposo entre la Autopista AP-61 y las vías de la línea de alta velocidad Madrid-Segovia-Valladolid esta zona de descanso arbolada es atravesada por el arroyo de la Fuentecilla.
Se puede acceder despoblado desde el polígono industrial de Hontoria y la autovía por un puente que atraviesa esta última y conecta con el Víal Interpolígonos junto a la N-603.También existe una vía pecuaria que enlaza con la Estación de  AVE y la SG-F-7133 oficiosamente abierta al acceso de vehículos hasta la estación de la que se ha convertido en un aparcamiento informal.

## Historia
Tras la Reconquista, la Comunidad de Ciudad y Tierra de Segovia dio un nuevo impulso organizativo y poblacional a toda la zona, quedando encuadrado esta aldea desde entonces en el Sexmo de San Millán. La primera vez que se conoce una mención de Xuharriellos con este nombre, corresponde a un documento eclesiástico escrito del Archivo Catedralicio de Segovia, data del 1 de junio de 1247, como consecuencia de las relaciones de préstamo efectuadas por la mesa episcopal y por la de los canónigos a los colonos que trabajan las tierras propiedad de la Iglesia.
Aunque llegaría a alcanzar los 135 habitantes a mediados del siglo XVIII, en el Libro de la Mesta de 1728 y en el Catastro de Ensenada de 1749, es Juarrillos es considerado un barrio de Hontoria.
Con la entrada del siglo XIX quedó bruscamente despoblado dentro del término municipal absorbido por el de Hontoria, que fue obligada a su vez a integrarse en el de Segovia en 1971.
Tras la construcción de la Estación de  AVE de Segovia en 2007 se buscó que esta llevara el nombre de Juarrillos, pero finalmente adquirió el de la foránea Guiomar por veto al primero por parte del Ministerio de Fomento, que requirió, entre varias reglas, que tuviera un nombre de mujer. Igualmente también se la refiere coloquialmente por el primer nombre.
En la actualidad sigue existiendo la Asociación cultural San Antonio de Juarrillos, al frente de sus fiestas parroquiales y toda la zona está incluido en el Plan General de Ordenación Urbana de Segovia como un lugar en el que está previsto el desarrollo de un nuevo barrio capitalino llamado Juarrillos Norte.

## Cultura

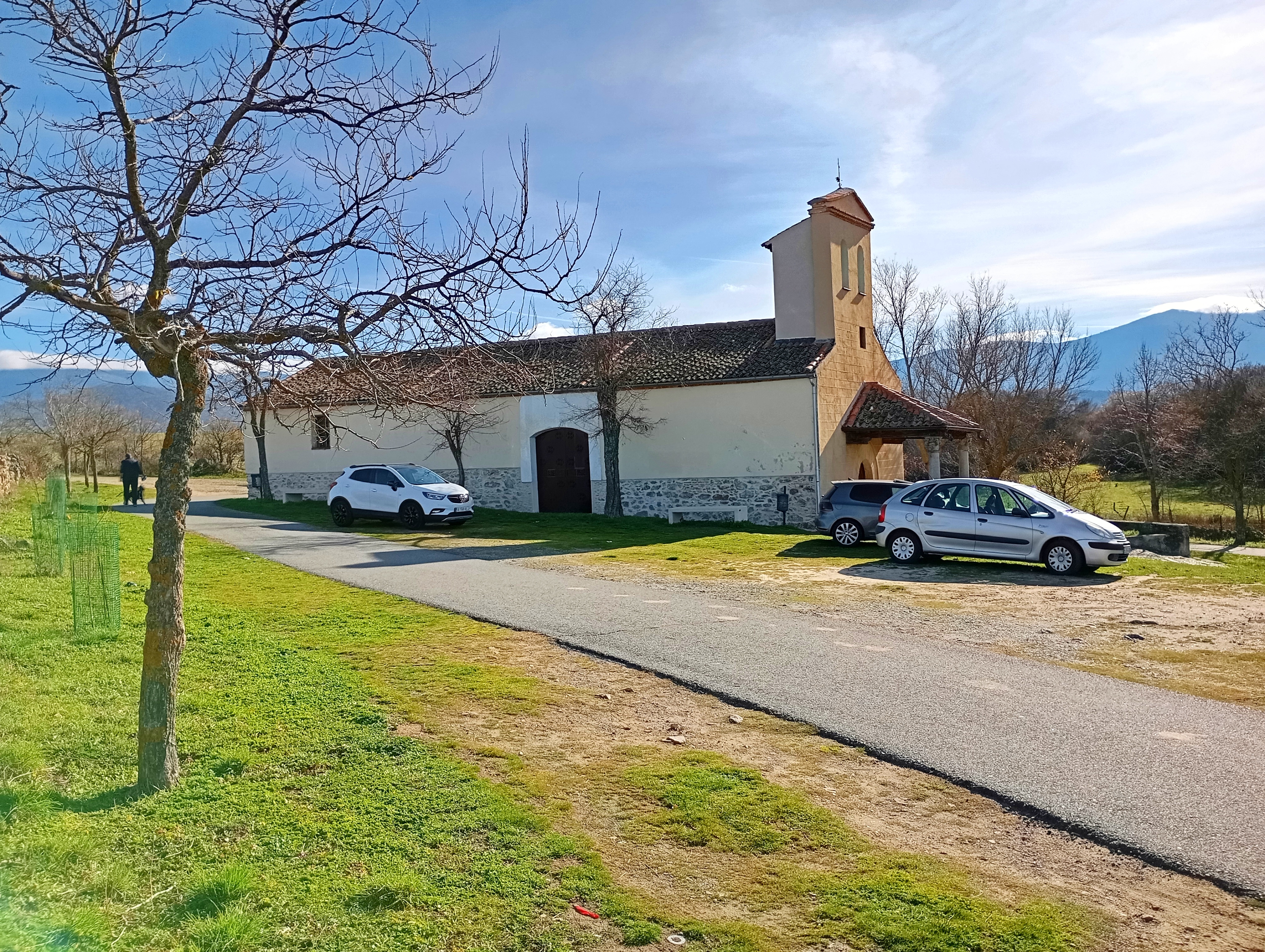
Iglesia parroquial de San Antonio

### Patrimonio
- La Ermita de San Antonio de Juarrillos. Un edificio románico de la primera mitad del siglo XII al que posteriores reformas dotaron de una enriquecida combinación de estilos. Con un relevante pórtico en la fachada oeste teja a tres aguas sustentado un armazón de madera y dos columnas de piedra jónicas, todo el complejo se mantiene en buen estado de conservación. Destaca su pila bautismal con decoración de gallones verticales y un arco de medio punto de estilo renacentista en su entrada principal. Únicamente se abre al público en las fiestas patronales.
- Cacera de Navalcaz, en el límite con el término de Revenga, obra medieval utilizada para la distribución de un agua de la que Juarillos gozaba de derechos de aprovechamiento, al quedar despoblado, estos se transfirieron a Hontoria.
- Yacimiento arqueológico de Las Praderas Molineras-El Villar, situado al norte de Juarrillos con restos visibles de ruinas probablemente posteriores al siglo XV.
- Sequoyas plantadas el 15 de febrero de 2000 tras ser donadas por Pedro Álvaro, estos especímenes de alto valor natural cuentan con una placa conmemorativa.
- Ruinas del antiguo poblado, de las que se conservan varios muros y cercados tras la iglesia.
- Ruinas de dos fábricas de dinamita en el paraje de Las Casillas.
- Antigua casilla de camineros.
- Restos ruinosos del Esquileo de Juarrilos.
- Cordel de Santillana.[11][12][13][14][15][16]

### Fiestas
- San Antonio de Padua, el 24 de junio. Se celebra 11 días después de la fecha canónica del santo porque ese mismo día tenían lugar los cultos en la desaparecida ermita de San Antonio El Grande, y la norma canónica impedía su coincidencia. Cuenta con una comida, una romería y es característico como en la madrugada se ve al sol "salir dando vueltas", momento en el que se oficia una misa.[17][18][19]